# EselRock
Das EselRock ist ein zweitägiges Musikfestival, das seit 2008 jährlich im Frühling in Wesel am Niederrhein stattfindet. Die Umsonst-und-draußen-Veranstaltung findet im Heubergpark statt und ist auf kein Musikgenre festgelegt. Es ist unkommerziell und wird ehrenamtlich vom ursprünglich für das Festival gegründeten EselRock e. V. Wesel durchgeführt. Mittlerweile engagiert sich der Verein auf verschiedenen Ebenen direkt oder als Kooperationspartner für die Förderung von Rockmusik, Jugendkultur und gesellschaftlichen Engagement.

## Geschichte
Die Idee zum EselRock entstand 2007 im Rahmen der Jugendmesse im Heubergpark in Wesel. Das erste Festival fand 2008 statt und verzeichnete rund 7.000 Besucher. Der Name geht auf den Esel von Wesel zurück. Im Rahmen des Festivals spielen auf zwei Bühnen – der Haupt- und der Seebühne – deutschlandweit bekannte Künstler, internationale Acts und Bands aus der Region. Die Planung und Organisation des Festivals wird vom 2010 gegründeten EselRock e.V. durchgeführt und gemeinsam mit freiwilligen Helfern umgesetzt. In den Jahren 2010 und 2011 besuchten über 10.000 Menschen das Festival. EselRock ist ein „Umsonst & Draußen“-Festival. Musikalisch ist es auf kein bestimmtes Genre festgelegt.
Seit 2014 gibt es am Tag vor dem eigentlichen Festival ein sog. „Akustik Warm Up“, bei welchem vor allem älteres Publikum angesprochen werden soll. An diesem Tag wird nur die Seebühne bespielt. Zum 10. Jubiläum wurde der Freitag auf die Hauptbühne verlegt. Seitdem ist es auch ein vollwertiger Tag. 2020 fiel das Festival aufgrund der Corona-Pandemie aus. 2021 wurde die Veranstaltung mit Sitzplätzen und einer Bühne durchgeführt, wobei am Samstag zwei Konzertblöcke durchgeführt wurden. Innerhalb von 30 Minuten wird der gesamte Zuschauerbereich gereinigt und desinfiziert. Aufgrund der Ungewissheit in den Planungen gab es im Jahr 2022 nur eine Bühne sowie einen Foodcourt. Dieser kam so gut beim Publikum an, dass zum 15. Jubiläum neben der Haupt- und Seebühne auch eine Foodcourtbühne im Eingangsbereich eingerichtet wurde auf der Singer/Songwriter Solo und im Trio gespielt haben.

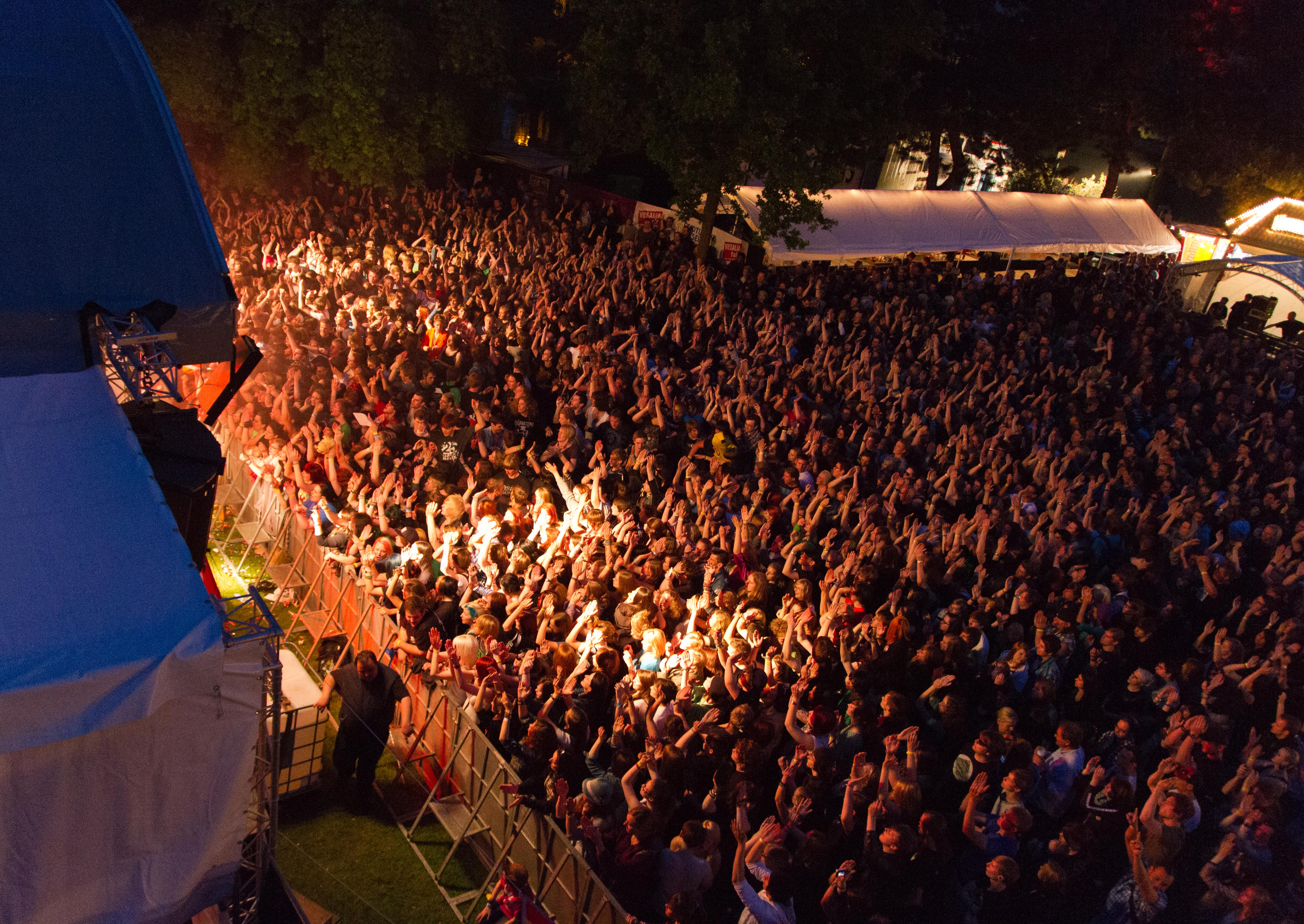
Hauptbühne
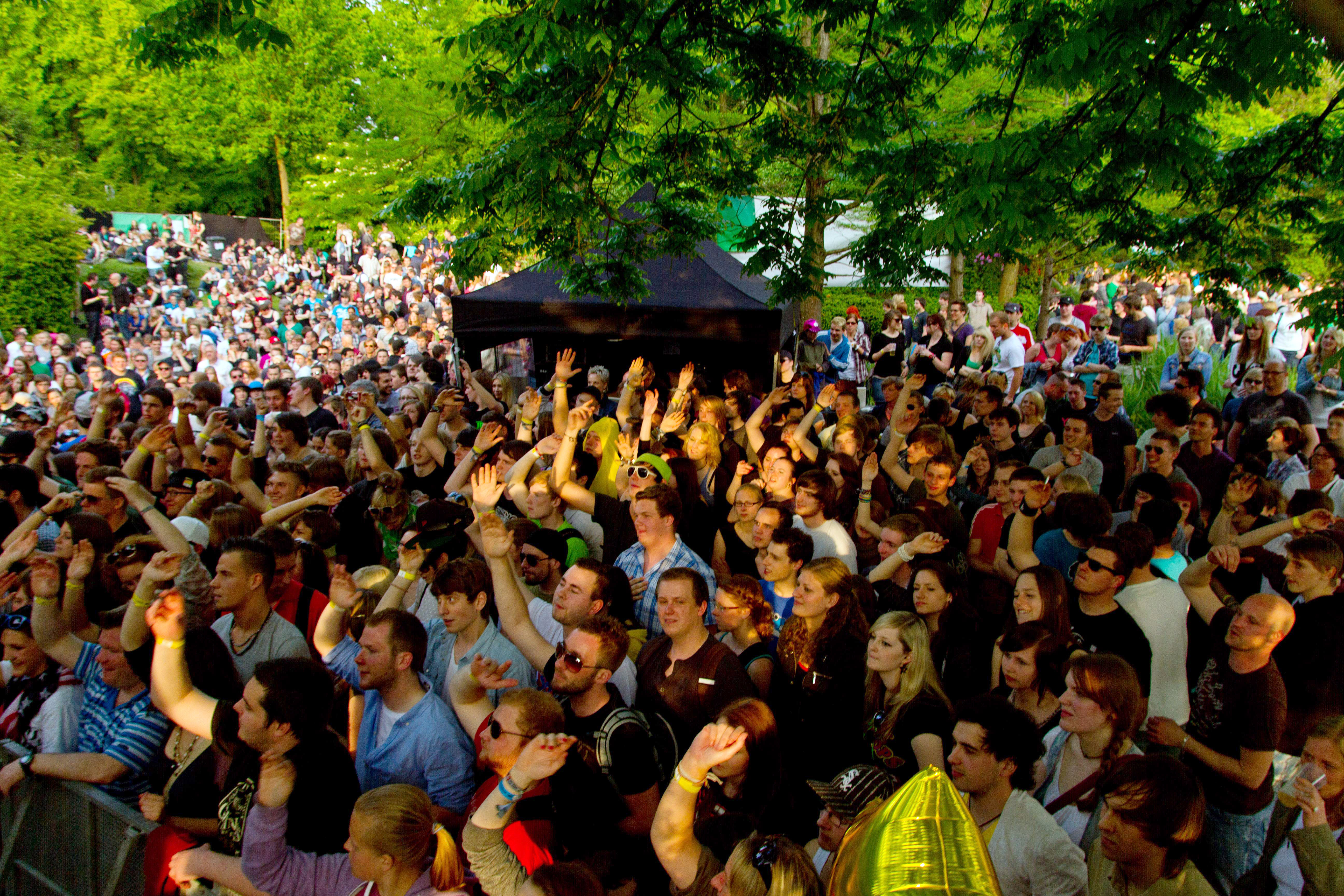
Seebühne

## Bands und Daten

### Veranstaltung 2008 (24. Mai)
- Hauptbühne: Wretched, Trustgame, Joy Became Clear, One Fine Day, Paulsrekorder, aVid*, Radiopilot, Peilomat, Kilians
- Seebühne: Die Bestn, In Chasm, Without Wax, Jack In The Box, Human Instinct, Kadavrik, Kind Confidence, Hazels

### Veranstaltung 2009 (23. Mai)
- Hauptbühne: Without Wax, Play The Gallery, Scarlet, Kaiserkind, aVid*, Blind, Peilomat, Bosse
- Seebühne: Juke Box Pussys, Innocent Exile, Naked End, We Set The Sun, Hazels, Wretched, Parklane7

### Veranstaltung 2010 (29. Mai)
- Hauptbühne: Hazels, Nerd Academy, aVid*, Ludwig van, Rakede, 5Bugs, MBWTEYP, Simon Den Hartog
- Seebühne: Kukalaka, Human Instinct, Wretched, Arme Ritter, Dollars'n'Dimes, The Bonny Situation, Without Wax

### Veranstaltung 2011 (21. Mai)
- Hauptbühne: Flash Forward, Punk'd Royal, She Wants Chaos, Nerd Academy, Fertig, Los!, Montreal, Ohrbooten
- Seebühne: One Morning In Spring, Zwakkelmann, Milford Sound, Die Bestn, Lauter Leben, Benzin

### Veranstaltung 2012 (19. Mai)
- Hauptbühne: aVid*, Mobilée, Untertagen, Destine, Jenix, Le Fly, Itchy Poopzkid
- Seebühne: The Holiday, Signals Screaming S.O.S., Juke Box Pussys, Soul Kiss, Klasse 5B, The Intersphere

### Veranstaltung 2013 (1. Juni)
- Hauptbühne: Blizzard, Bruno Punani, Not Called Jinx, Löwe, Flash Foward, Mega! Mega!, The Intersphere, La Vela Puerca
- Seebühne: The Fous, The Rival Bid, The Van Buren Boys, Addicted By Accident, Mondo Mashup Soundsystem, His Statue Falls

### Veranstaltung 2014 (30. und 31. Mai)
30. Mai:
- Seebühne: Big Band AVG Wesel, Red Moving Tree, Reto Burrell, Neo Kaliske

31. Mai:
- Hauptbühne: Klasse 5B, Fox Named King, We Are Stereokid, Alex Mofa Gang, P.O.BOX, Die Rakede, Montreal, Bakkushan
- Seebühne: Macaba, TurnedShip, Gold Atlas, Breaking Distance, To the Rats and Wolves, Steen, Flash Forward

### Veranstaltung 2015 (12. und 13. Juni)
12. Juni:
- Seebühne: Vertical Breeze, Wiegalt, Alex Amsterdam, Georg auf Lieder

13. Juni:
- Hauptbühne: Crash Down, Joy Became Clear, Blizzard, Versus You, Liedfett, Blackout Problems, Mr. Irish Bastard, Massendefekt
- Seebühne: Meine Zeit, Francis Riley And The Floorboarders, Gorilla Taxi, Käpt’n Moby, Godswill, The Shed, Rogers

### Veranstaltung 2016 (27. und 28. Mai)
27. Mai:
- Seebühne: McDonaghoughs, The Shed, Black Rust, Pohlmann

28. Mai:
- Hauptbühne: Meine Zeit, City Kids feel the Beat, Betrayers of Babylon, Van Holzen, Flash Forward, Milliarden, Tim Vantol, Itchy Poopzkid
- Seebühne: To Have and Hold, Redlight 6, Ankerkette, Und wieder Oktober, Venom Is Bliss, Breathe Atlantis, To the Rats and Wolves

### Veranstaltung 2017 (16. und 17. Juni)
16. Juni:
- Hauptbühne: Tepco Doesn’t Answer, Dote, Antiheld, The Great Crusades, Mia

17. Juni:
- Hauptbühne: The Shed, Steen, Awesome Scampis, Kasalla, Alex Mofa Gang, Call It Off, Blackout Problems, Jupiter Jones
- Seebühne: Die Bestn, Finka, Millenia, Like A Mess, Meine Zeit, Kadavrik, Killerpilze

### Veranstaltung 2018 (8. und 9. Juni)
8. Juni:
- Hauptbühne: Edison Park, Nico Laska, Albert, Das Lumpenpack, Selig

9. Juni:
- Hauptbühne: Scheuch wie Heu, Fugger, Brett, 8kids, 13 Crowes, Tonbandgerät, Rogers, Le Fly
- Seebühne: Volltrunken, The Muted Kingdom, Sealed in Blood, Chin Up, Louder Than Wolves, Captain Disko, The Tips

### Veranstaltung 2019 (31. Mai und 1. Juni)
31. Mai:
- Hauptbühne: Stay Kingpin, SEIN, Toby Beard, Tim Vantol, Kasalla

1. Juni:
- Hauptbühne: Binyo, Saint Elizabeth, Ripe & Ruin, Antillectual, Heideroosjes, Monsters Of Liedermaching, Bosse
- Seebühne: Stay In Conflict, Intrepid, Männi, Red County Jail, Breakdowns At Tiffany's, Marathonmann

### Veranstaltung 2020 (ausgefallen)
Aufgrund der COVID-19-Pandemie in Deutschland fiel das Festival aus.

### Veranstaltung 2021 (20. und 21. August)
20. August:
- Hauptbühne: The Doghunters, Und wieder Oktober, Cat Ballou

21. August:
- Hauptbühne: Matthias Schüller, Meine Zeit, Gregor Meyle, The McDonaghoughs, Kopfecho, Jupiter Jones

### Veranstaltung 2022 (27. und 28. Mai)
27. Mai:
- Hauptbühne: Betrayers of Babylon, Bernd Begemann, Fortuna Ehrenfeld, Itchy
- Akustik-Bühne am Foodcourt: Daniel Gardenier

28. Mai:
- Hauptbühne: Fakepunt, Captain Disko, Skalp, The Busters, Massendefekt
- Akustik-Bühne am Foodcourt: Cansin

### Veranstaltung 2023 (19. und 20. Mai)
19. Mai:
- Hauptbühne: Tusky, Flash Forward, Die Happy
- Seebühne: Paula Carolina, Fewjar
- Foodcourtbühne: Tim Vantol (Solo), Noah Warwel, Gregor McEwan

20. Mai:
- Hauptbühne: Sarah Hübers, Knocking Doors, Alex Mofa Gang, Ferris, The Subways
- Seebühne: The Deadnotes, Tribe Friday, Tim Vantol
- Foodcourtbühne: Mrs. Greenbird, Angelina Kalke, Cansin

### Veranstaltung 2024 (31. Mai und 01. Juni)
31. Mai:
- Hauptbühne: Gin for a Done, Raum27, Rogers
- Seebühne: Attic Stories, The Sixsters
- Foodcourtbühne: Zwakkelmann, Jonas Künne, Max Buskohl

01. Juni:
- Hauptbühne: Cat Ballou, Noah Warwel, Le Fly, 257ers
- Seebühne: Knocking Doors, Still Talk, Captain Disko
- Foodcourtbühne: Mathias Schüller, Svea & Pia, Julina, Relya Voy

### Veranstaltung 2025 (30. und 31. Mai)
30. Mai:
- Hauptbühne: The Sixsters, Paula Carolina, Blackout Problems
- Seebühne: The Testosterons, Stina Holmquist
- Foodcourtbühne: Butterwegge (Solo), Fabian Kuhn, Dave Collide

31. Mai:
- Hauptbühne: Black Orchid, The Magic Mumble Jumble, Flash Forward, Emil Bulls
- Seebühne: Fudies, Nerd Academy, Bruchbude
- Foodcourtbühne: Jenny Thiele, Philip Gralla, ISE